# Спасів (Рівненський район)
Спа́сів — село в Україні, у Рівненському районі Рівненської області. Село у складі Мізоцької селищної громади, колишній центр сільської ради. Населення становить 854 осіб.

## Географія
Лежить за 24 км від Здолбунова, за 10 км від залізничної станції Мізоч. У селі бере початок річка Швидівка.

### Пам'ятки природи
- Ділянка букового лісу (заповідне урочище)
- Спасівське (заповідне урочище)

## Історія

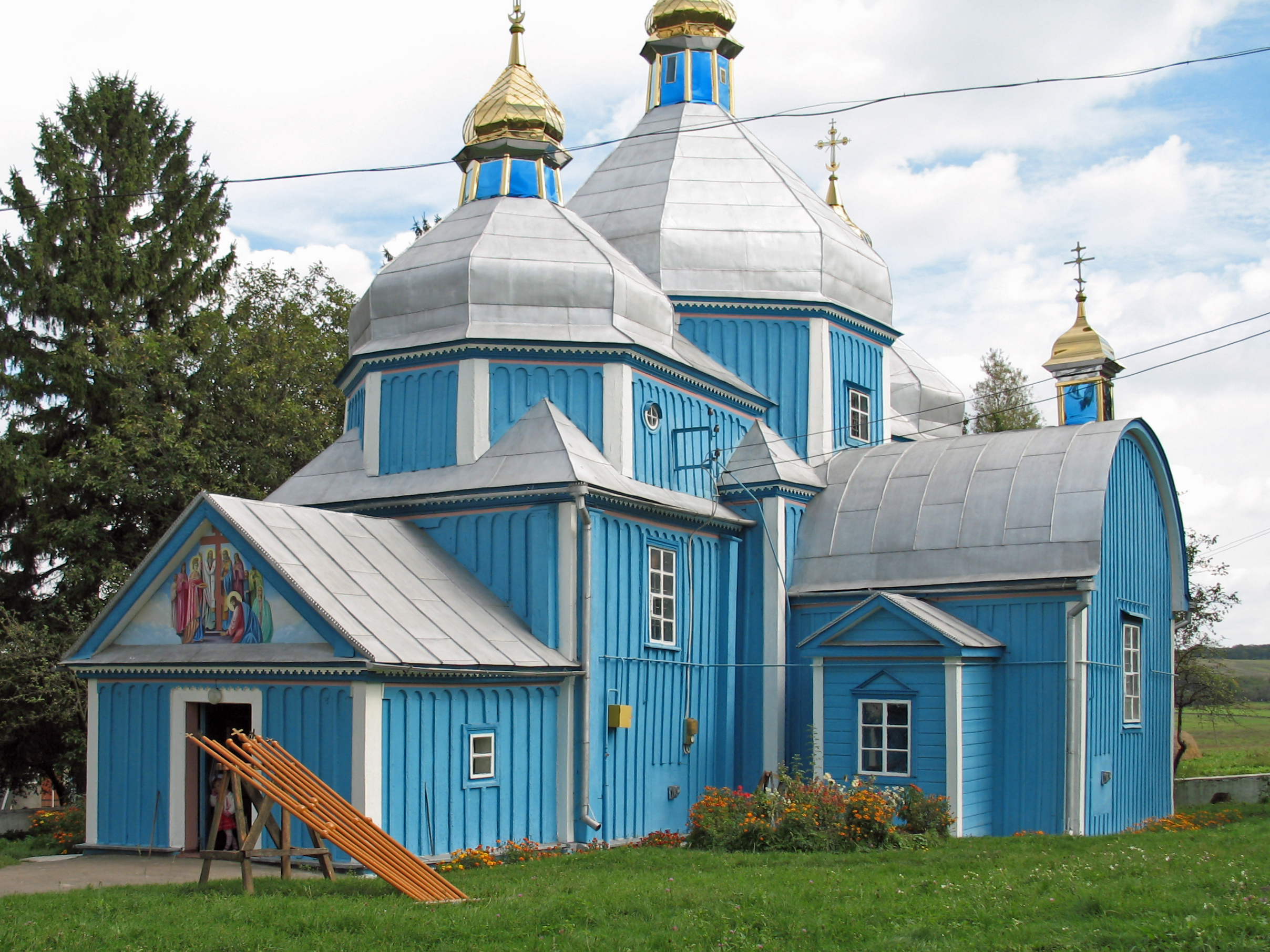
Церква Воздвиження Чесного Хреста з 1749 року у Спасові

Спасів у перше згадується у 1564 році.
За свідченням легенд, тут у часи лихоліть та міжусобиць знаходили надійний притулок люди. Ніби в цій околиці колись при криниці височів викарбуваний на дереві пам'ятний знак «Спасіння», де зупинялись прохожі, вшановуючи це овіяне легендами місце, в знак чого й назвали розбудоване село Спасів.
Станом на 1885 рік село Мізоцької волості Дубенського повіту Волинської губернії, колишнє державне село при ключах, 365 осіб, 59 дворів, православна церква та постоялий будинок. У 1906 році у Спасові було 95 дворів і 653 мешканців.
У січні 1918 року село захопили більшовики, проте пізніше звільнене від них армією УНР. У 1919 році більшовицький Таращанський полк вибив українські війська зі Спасова.
У вересні 1939 року учасники ОУН на чолі з Анатолієм Монем створили у Спасові повстанський збройний загін чисельністю 20 осіб, який належав до 17-ї округи «Рівне» ОУН. Під час польсько-українських збройних сутичок у селі загинуло п'ятеро українців та четверо поляків. Оунівцям вдалося відібрати в озброєних поляків 40 гвинтівок. Під час німецько-радянської війни в радянській армії служило 64 мешканці села, з них 12 загинуло, 52 отримали нагороди.
За даними енциклопедії «Історія міст і сіл Української РСР» станом на 1973 рік у селі було 328 дворів і 1030 жителів, містилася центральна садиба колгоспу ім. Першого травня, діли восьмирічна школа, клуб, бібліотека, фельдшерсько-акушерський пункт, відділення зв'язку.

## Населення
Згідно з переписом УРСР 1989 року чисельність наявного населення села становила 838 осіб, з яких 388 чоловіків та 450 жінок.
За переписом населення України 2001 року в селі мешкали 833 особи.

### Мова
Розподіл населення за рідною мовою за даними перепису 2001 року:
| Мова       | Відсоток |
| ---------- | -------- |
| українська | 99,88 %  |
| російська  | 0,12 %   |

## Символіка
Герб і прапор села були затверджені рішенням сесії сільської ради. На золотому щиті три червоних яблука з зеленими листками, два і одне. В червоній трикутній главі срібний уширений хрест. Щит обрамований золотим декоративним картушем i увінчаний золотою сільською короною. Герб є напівпромовистим.

## Особистості

### Народилися
- Монь Анатолій («Гамалія»; 1920—1945) — український військовик, курінний УПА[4].